# Joshua Tree (Kalifornija)
Joshua Tree je naseljeno područje za statističke svrhe u američkoj saveznoj državi Kalifornija. Prema popisu stanovništva iz 2010. u njemu je živjelo 7.414 stanovnika.